# Mompha jurassicella
Mompha jurassicella é uma espécie de mariposa do gênero Mompha pertencente à família Coleophoridae.